# Gotthardbund

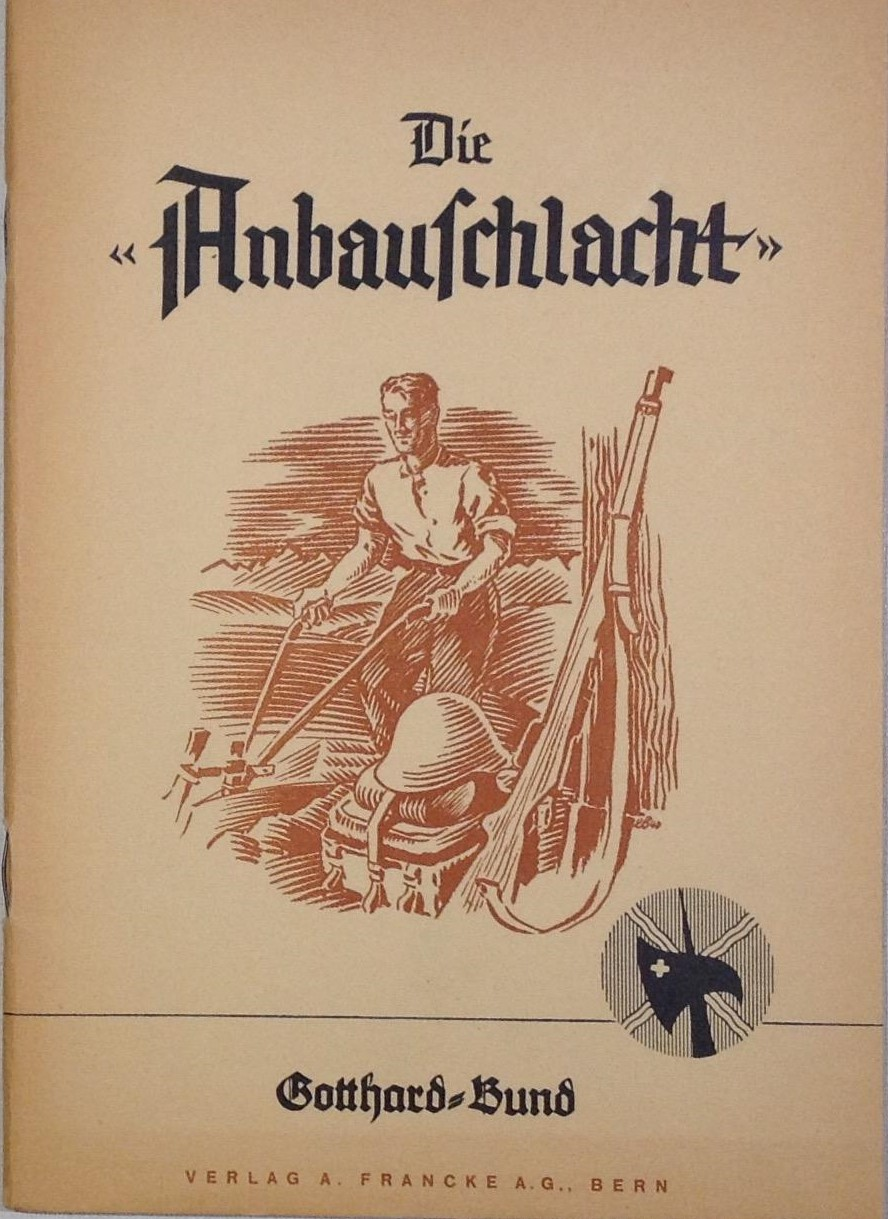
Publikation «Die Anbauschlacht» des Gotthardbundes

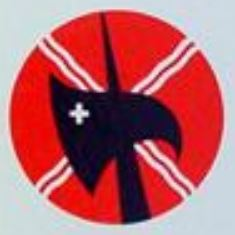
Logo des Gotthardbundes

Der Gotthardbund war eine im Zweiten Weltkrieg gegründete Schweizer Widerstandsgruppe zur Stärkung des Willens zur Landesverteidigung und zur Überwindung von Interessensgegensätzen. Im Gegensatz zur sogenannten Offiziersverschwörung wandte er sich direkt an die Öffentlichkeit.

## Entstehung und Zielsetzung
Der Gotthardbund wurde am 30. Juni 1940 von Bürgern verschiedener politischer Richtungen und geistiger Strömungen, mehrheitlich aus grossbürgerlichem Milieu, gegründet. Sie sorgten sich um die psychische Verfassung des Schweizer Volkes nach der Einkreisung durch die Achsenmächte. Mitbegründer und erster Präsident war Theophil Spoerri. Die Symbole des Bundes waren der Gotthard und die Hellebarde. 
Sein Ziel war, den Widerstand gegen die Bedrohung durch das nationalsozialistische Deutschland und das faschistische Italien aufzubauen und dazu verschiedenste politische und wirtschaftliche Kräfte zusammenzuschliessen. Die Satzung berief sich auf eine christliche Tradition der Eidgenossenschaft und schloss Juden und Freimaurer  von der Mitgliedschaft aus.

## Tätigkeit während des Zweiten Weltkrieges
Der Gotthardbund wandte sich meist in grossen Zeitungsinseraten, Plakaten und Broschüren an die Öffentlichkeit, um den allgemeinen Widerstandswillen zu stärken und die Moral zu heben und rief zur Zusammenarbeit aller Parteien und aller lebendiger Kräfte auf. 
Die in Kantons- und Ortsgruppen organisierten rund 8000 Mitglieder veranstalteten Pressekonferenzen, Heimatabende, Versammlungen und Kurse, um für die gemeinsame Bewältigung gesellschaftlicher Aufgaben wie Anbauschlacht, Familienschutz, Altersvorsorge und Arbeitsbeschaffung zu werben. 
1941 wurde unter dem Patronat des Gotthardbundes das Unabhängige Wirtschaftssekretariat errichtet, dessen Konstituierung unter dem Namen Vereinigung für eidgenössische Wirtschaft 1942 unter der Leitung von Christian Gasser stattfand. 
Politische Programmpunkte der Erneuerungsbewegung waren die Forderung nach einer autoritären Demokratie, einer korporativen Wirtschaftsordnung und einer Neuordnung des politischen Systems.

## Tätigkeit nach dem Zweiten Weltkrieg
1951 erfolgte eine Konzentration der Tätigkeiten auf nationaler Ebene. In über 300 Briefen und Inseraten an die Öffentlichkeit wurden die wichtigsten Probleme der Nachkriegszeit erörtert, um Antworten auf die neuen Herausforderungen zu finden. Die heterogene Zusammensetzung des Gotthardbundes wurde zur Angriffsfläche für Kritik und belastete seine weitere Entwicklung. Der Bund wurde 1969 aufgelöst.

## Bekannte Mitglieder
Bekannte Mitglieder waren: Walter Allgöwer, Adolf Brunner, Robert Eibel, Christian Gasser, René Leyvraz, Arnold Künzli, Philippe Mottu, Denis de Rougemont, Paul Schäfer, Heinrich Schnyder und Theophil Spoerri.